# Ващенко, Вячеслав Андреевич
Вячеслав Андреевич Ващенко (укр. В’ячеслав Андрійович Ващенко; род. 1947) — советский и украинский учёный, доктор технических наук (1996), профессор (1997).
Автор и соавтор более 450 научно-методических работ, в том числе 4 учебных пособий и 9 монографий, а также 10 авторских свидетельств и 3 патентов.

## Биография
Родился 13 августа 1947 года в Твери.

### Образование
В 1965 году окончил с золотой медалью среднюю школу города Черкассы и поступил учиться на факультет аэромеханики и летательной техники Московского физико-технического института (МФТИ). В 1969—1970 годах проходил преддипломную практику в Центральном аэрогидродинамическом институте им. Жуковского (город Жуковский, Московская область) и Центральном институте авиационного двигателестроения им. М. П. Баранова (Москва). В 1971 году окончил МФТИ, получил квалификацию инженера-физика по специальности «Динамика полета и управление».
В 1979 году защитил кандидатскую диссертацию по специальности «Технология специальных продуктов» в Ленинградском технологическом институте им. Ленсовета (ныне Санкт-Петербургский государственный технологический институт). В 1996 году защитил в специализированном ученом совете при Киевском политехническом институте докторскую диссертацию по специальности «Процессы физико-технической обработки» на тему «Научные основы управления качеством электронно-лучевой обработки изделий из специальных оптических материалов».

### Деятельность
По окончании МФТИ работал в 1971—1979 годах инженером и младшим научным сотрудником НИИ прикладной химии Министерства машиностроения СССР (город Сергиев-Посад, Московская область). В 1980—1984 годах работал старшим научным сотрудником НИИ технико-экономических исследований Министерства химической промышленности СССР (город Черкассы, Украинская ССР). В 1984—1988 годах был старшим научным сотрудником, начальником сектора и заместителем начальника отдела НИИ «Аккорд» в Черкассах. В 1988—1990 годах работал старшим научным сотрудником, старшим преподавателем и доцентом кафедры высшей математики Черкасского филиала Киевского политехнического института. Здесь в 1989 году получил ученое звание старшего научного сотрудника по специальности «Применение вычислительной техники, математического моделирования, математических методов в научных исследованиях».
В 1990—1994 годах Вячеслав Андреевич работал доцентом и профессором кафедры высокоэффективных процессов обработки Черкасского инженерно-технологического института (ныне Черкасский государственный технологический университет), а в 1995—1998 годах — профессор кафедры физики этого же вуза. В 1997 году получил ученое звание профессора и с 1998 года по настоящее время является заведующим кафедрой физики Черкасского государственного технологического университета. Является руководителем научной школы прикладной физики.

## Заслуги
- В 2013 году В. А. Ващенко было присвоено почетное звание «Заслуженный деятель науки и техники Украины» (Указ президента Украины № 278/2013 от 16 мая 2013 года).[7]
- За многолетнюю научно-педагогическую работу, высокий профессионализм и выдающиеся достижения в научно-исследовательской работе и в связи с празднованием Дня науки он был награждён почетными грамотами Черкасской областной государственной (№ 2018 от 15 мая 2004 и № 4479 от 16 мая 2009), Черкасского областного совета (№ 1856 от 1 сентября 2005), Главного управления образования и науки Черкасской областной государственной администрации (№ 1668 от 15 мая 2006) и Черкасского государственного технологическую университета (от 17 июля 2007 года и от 14 мая 2009).[4]
- В 2011 году за весомый вклад в национальную науку был удостоен Диплома всеукраинского проекта «Золотой фонд нации».[4]